# Lorient
Lorient / An Oriant là một xã trong tỉnh Morbihan, thuộc vùng hành chính Bretagne của nước Pháp, có dân số là 59.189 người (thời điểm 1999).

## Khí hậu
| Dữ liệu khí hậu của Lorient               | Dữ liệu khí hậu của Lorient | Dữ liệu khí hậu của Lorient | Dữ liệu khí hậu của Lorient | Dữ liệu khí hậu của Lorient | Dữ liệu khí hậu của Lorient | Dữ liệu khí hậu của Lorient | Dữ liệu khí hậu của Lorient | Dữ liệu khí hậu của Lorient | Dữ liệu khí hậu của Lorient | Dữ liệu khí hậu của Lorient | Dữ liệu khí hậu của Lorient | Dữ liệu khí hậu của Lorient | Dữ liệu khí hậu của Lorient |
| Tháng                                     | 1                           | 2                           | 3                           | 4                           | 5                           | 6                           | 7                           | 8                           | 9                           | 10                          | 11                          | 12                          | Năm                         |
| ----------------------------------------- | --------------------------- | --------------------------- | --------------------------- | --------------------------- | --------------------------- | --------------------------- | --------------------------- | --------------------------- | --------------------------- | --------------------------- | --------------------------- | --------------------------- | --------------------------- |
| Cao kỉ lục °C (°F)                        | 16.8 (62.2)                 | 17.6 (63.7)                 | 23.3 (73.9)                 | 27.1 (80.8)                 | 29.8 (85.6)                 | 35.9 (96.6)                 | 34.9 (94.8)                 | 37.5 (99.5)                 | 30.6 (87.1)                 | 27.2 (81.0)                 | 19.6 (67.3)                 | 16.4 (61.5)                 | 37.5 (99.5)                 |
| Trung bình ngày tối đa °C (°F)            | 9.5 (49.1)                  | 9.9 (49.8)                  | 12.3 (54.1)                 | 14.4 (57.9)                 | 17.7 (63.9)                 | 20.6 (69.1)                 | 22.5 (72.5)                 | 22.6 (72.7)                 | 20.5 (68.9)                 | 16.6 (61.9)                 | 12.6 (54.7)                 | 10.0 (50.0)                 | 15.8 (60.4)                 |
| Tối thiểu trung bình ngày °C (°F)         | 3.8 (38.8)                  | 3.4 (38.1)                  | 4.9 (40.8)                  | 6.1 (43.0)                  | 9.4 (48.9)                  | 11.7 (53.1)                 | 13.6 (56.5)                 | 13.4 (56.1)                 | 11.6 (52.9)                 | 9.5 (49.1)                  | 6.2 (43.2)                  | 4.1 (39.4)                  | 8.2 (46.8)                  |
| Thấp kỉ lục °C (°F)                       | −13.1 (8.4)                 | −11.0 (12.2)                | −7.4 (18.7)                 | −4.1 (24.6)                 | −1.1 (30.0)                 | 1.6 (34.9)                  | 3.4 (38.1)                  | 4.1 (39.4)                  | 1.0 (33.8)                  | −1.8 (28.8)                 | −5.0 (23.0)                 | −8.7 (16.3)                 | −13.1 (8.4)                 |
| Lượng Giáng thủy trung bình mm (inches)   | 108.3 (4.26)                | 82.6 (3.25)                 | 72.9 (2.87)                 | 67.2 (2.65)                 | 74.6 (2.94)                 | 50.4 (1.98)                 | 56.0 (2.20)                 | 49.3 (1.94)                 | 70.5 (2.78)                 | 104.4 (4.11)                | 103.0 (4.06)                | 111.7 (4.40)                | 950.9 (37.44)               |
| Số ngày giáng thủy trung bình             | 14.5                        | 11.0                        | 11.9                        | 11.1                        | 10.9                        | 7.4                         | 8.3                         | 7.5                         | 8.8                         | 13.5                        | 13.5                        | 14.0                        | 132.4                       |
| Độ ẩm tương đối trung bình (%)            | 88                          | 85                          | 82                          | 79                          | 81                          | 80                          | 80                          | 81                          | 84                          | 87                          | 87                          | 88                          | 83.5                        |
| Số giờ nắng trung bình tháng              | 70.1                        | 95.1                        | 137.6                       | 182.5                       | 204.9                       | 230.1                       | 223.0                       | 215.9                       | 192.6                       | 115.8                       | 84.9                        | 74.8                        | 1.827,2                     |
| Nguồn 1: Météo France                     |                             |                             |                             |                             |                             |                             |                             |                             |                             |                             |                             |                             |                             |
| Nguồn 2: Infoclimat.fr (độ ẩm, 1961–1990) |                             |                             |                             |                             |                             |                             |                             |                             |                             |                             |                             |                             |                             |

## Các thành phố kết nghĩa
- Wirral, Vương quốc Anh 1957
- Ludwigshafen am Rhein, Đức 1963
- Galway, Ireland 1974
- Ventspils, Latvia 1974
- Vigo, Tây Ban Nha 1983
- České Budějovice, Cộng hòa Séc 1997

## Những người con của thành phố
- Pierre Fatou, nhà toán học
- Yoann Gourcuff, cầu thủ bóng đá